# عبد الله الوزير
 عبد الله بن أحمد الوزير  (1302 - 1367 هـ / 1885 - 1948 م) هو فقيه زيدي وقائد ثورة الدستور اليمنية عام 1948 م.
ولد بقرية بيت السيد درس بهجرة بيت الوزير، ثم توجه إلى صنعاء وقرأ على يد العلامة علي حسين سهنوب. وكان نائب عن الإمام يحيى في التوقيع على معاهدة مع الملك عبد العزيز سنة 1353/ 1934 بالطائف.
شاركه في الثورة أفراد من الإخوان المسلمين وعدد من أحرار اليمن والضابط العراقي جمال جميل، وعندما تمكن الثائرون من قتل الإمام 1367/ 1948 ورئيس وزرائه نصب إمامًا شرعيًا وملكًا دستوريًا، ولقب نفسه (الهادي إلى الحق)، وألف مجلسًا للشورى من ستين فقيهًا.
لكن ولي العهد الأمير أحمد تمكن من الوصول إلى مدينة حجة والاستيلاء على قلعتها، وإعادة السيطرة على البلاد بدفع القبائل نحو صنعاء واستباحتها ولم تلق حركته ترحيبًا من جانب الدول العربية وخاصة في دوائر العرش السعودي وبقية ملوك العرب ورؤسائهم ولم يعترف أي نظام عربي بحكومته.